# Snuggles
Snuggles è il tredicesimo album in studio del cantautore canadese Devin Townsend, pubblicato il 3 dicembre 2021 dalla HevyDevy Records.

## Descrizione
Si tratta di un disco perlopiù ambient e concepito dall'artista per essere ascoltato al fine di sentirsi bene con se stessi. Al pari del precedente The Puzzle, è stato composto durante la pandemia di COVID-19 e ha visto la partecipazione di svariati musicisti da tutto il mondo come Ché Aimee Dorval (con la quale Townsend aveva già collaborato a Casualties of Cool), Andy McKee e Mattias Eklundh.

## Promozione
Snuggles avrebbe dovuto essere distribuito l'8 ottobre 2021 insieme a The Puzzle. Tuttavia, a causa dei rallentamenti nella produzione delle edizione fisiche causate dalla pandemia, è stato posticipato una prima volta al 22 dello stesso mese fino a giungere al 3 dicembre seguente per la versione digitale.
Nel 2023 l'album è stato ripubblicato con il titolo Beautiful Day come parte del progetto ambient DreamPeace creato dallo stesso artista.

## Tracce
Testi e musiche di Devin Townsend, eccetto dove indicato.
1. Beyond Measure – 1:31
2. Blue Dot – 3:07 (Devin Townsend, Ché Aimee Dorval)
3. Drifting and Dreaming – 4:26
4. Sundance – 0:53
5. Minds are Changing – 3:46
6. The Ocean – 4:54
7. Distant, Elegant – 3:34
8. Replikiss – 3:33
9. I Agree – 3:23
10. Tryst – 3:30
11. Sunset Rump – 1:32
12. The Option – 4:23

## Formazione
Hanno partecipato alle registrazioni, secondo le note di copertina:
Musicisti
- Devin Townsend – batteria, percussioni, basso, chitarra, voce, tastiera, sintetizzatore
- Morgan Ågren – batteria, percussioni
- Chris Kelly – batteria, percussioni
- Paul Soroski – batteria, percussioni
- Jake VanDerGinst – batteria, percussioni
- Kat Epple – batteria, percussioni, tastiera, sintetizzatore, strumenti ad arco, aerofoni, corno
- Andy McKee – batteria, percussioni, chitarra
- Nathan Navarro – basso
- Jean Savoie – basso
- Andy Timmons – chitarra
- Markus Reuter – chitarra
- Chrys Johnson – chitarra
- Buckley Kelly – chitarra
- Ana Patan – chitarra, voce
- Tina Ahlin – voce
- Aman Khosla – voce
- Tanya Gosh – voce
- Omer Cordell – voce
- Ché Aimee Dorval – voce
- Ash Pearson – voce
- Chika Buston – voce
- Samantha Preis – voce
- Anne Preis – voce
- Arabella Packford – voce
- Adrian Mottram – voce
- Katrina Natale – voce
- Mattias Eklund – tastiera, sintetizzatore, strumenti ad arco, aerofoni, corno
- Diego Tejeida – tastiera, sintetizzatore
- Phillip Peterson – strumenti ad arco, aerofoni, corno
- Neyveli Radhakrishna – strumenti ad arco, aerofoni, corno

Produzione
- Devin Townsend – produzione, ingegneria del suono, montaggio, missaggio
- Leonardo Delgado – montaggio aggiuntivo
- Troy Glessner – mastering
- Travis Smith – copertina, design